# Akutni prostatitis
Akutni prostatitis je akutna vročinska bolezen, ki jo praviloma povzročajo bakterije (zlasti E. coli, Klebsiella spp. in Proteus spp.). Gre za razmeroma redko bolezen, saj prizadene manj kot enega odraslega moškega na 1000.

## Znaki in simptomi
Pri bolnikih z akutnim prostatitisom se pogosto pojavijo vročina, mrzlica, bolečina v spodnjem predelu hrbta, presredka in v predelu spolovil, pogosta potreba po mokrenju (tudi ponoči), boleče mokrenje in bolečine po telesu. Okužba je dokazljiva s prisotnostjo belih krvničk in bakterij v seču. Akutni prostatitis je lahko tudi zaplet biopsije prostate. Ob digitalnem pregledu prostate je le-ta pogosto povečana in otekla ter boleča.

## Zdravljenje
Pri zdravljenju akutnega prostatitisa so zdravilo izbora antibiotiki. Ob antibiotičnem zdravljenju okužba običajno izzveni v zelo kratkem času, vendar se za popolno eradikacijo povzročitelja priporoča dvo- do štiritedensko zdravljenje. Potrebna je izbira ustreznega antibiotika, in sicer glede na povzročitelja okužbe. Nekateri antibiotiki slabo prodirajo skozi kapsulo prostate; potrebno je zdravljenje z antibiotikom, ki dobro prodira v tkivo žleze – takšni antibiotiki so na primer ciprofloksacin, trimetoprim/sulfametoksazol in tetraciklini (kot je doksiciklin). Pri akutnem prostatitisu je v primerjavi s kroničnim bakterijskim prostatitisom prodiranje antibiotikov v tkivo prostate načeloma boljše, saj močno vnetje pri akutnem prostatitisu oslabi prostatično-krvno pregrado. Kadar gre za hudo, življenjsko ogrožajočo akutno okužbo, imajo prednost baktericidni antibiotiki (ki ubijejo bakterije) v primerjavi z bakteriostatičnimi antibiotiki (ki le zavrejo rast bakterij).
V primeru hude okužbe je potrebno bolnišnično zdravljenje, sicer pa lahko zdravljenje poteka tudi doma; bolnik mora mirovati, se ustrezno hidrirati, uporabljati odvajala, pri lajšanju bolečin pa pomagajo protibolečinska zdravila. Če se kot zaplet pojavi zastoj urina, je potrebna uvedba katetra. Če antibiotično zdravljenje ni učinkovito, lahko to pomeni tudi prisotnost ognojka  v prostati, kar se pa pojavi redko. V primeru ognojka je treba le-tega drenirati.